# Renato Giusti
Renato Giusti (Bonaldo, 25 luglio 1938) è un ex ciclista su strada italiano, professionista dal 1959 al 1963 e vincitore di due tappe al Giro d'Italia 1961.

## Palmarès
- 1957 (dilettanti)

Vicenza-Bionde
- 1958 (dilettanti)

Firenze-Viareggio
Vicenza-Bionde
Astico-Brenta
- 1959 (dilettanti)

Trofeo Gino Visentini
- 1961 (Torpado, due vittorie)

12ª tappa Giro d'Italia (Gaeta > Roma)
18ª tappa Giro d'Italia (Trieste > Vittorio Veneto)

## Piazzamenti

### Grandi giri
- Giro d'Italia

1961: 30º
1962: ritirato
1963: 70º
- Vuelta a España

1961: ritirato

### Classiche monumento
- Milano-Sanremo

1963: 71º